# Камарсана-де-Тера
Камарсана-де-Тера (ісп. Camarzana de Tera) — муніципалітет в Іспанії, у складі автономної спільноти Кастилія-і-Леон, у провінції Самора. Населення — 977 осіб (2010).
Муніципалітет розташований на відстані близько 260 км на північний захід від Мадрида, 60 км на північний захід від Самори.
На території муніципалітету розташовані такі населені пункти: (дані про населення за 2010 рік)
- Кабаньяс-де-Тера: 93 особи
- Камарсана-де-Тера: 522 особи
- Сан-Хуаніко-Ель-Нуево: 107 осіб
- Санта-Марта-де-Тера: 255 осіб

## Демографія
Динаміка населення (INE ):

## Галерея зображень

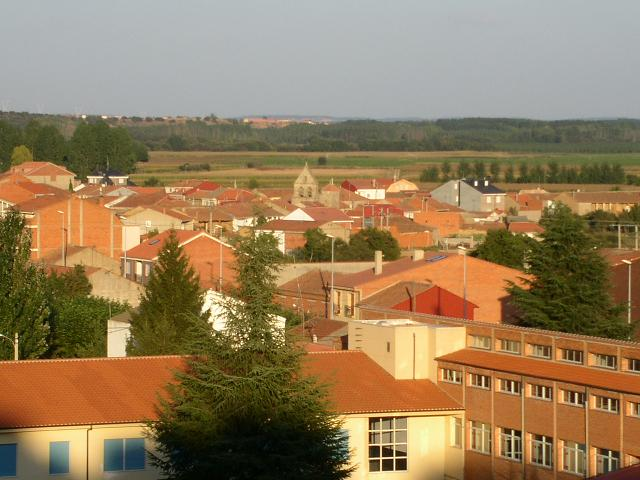
Камарсана-де-Тера
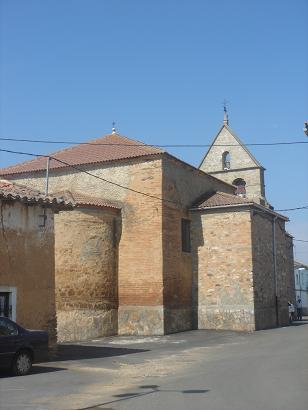
Церква у Камарсані
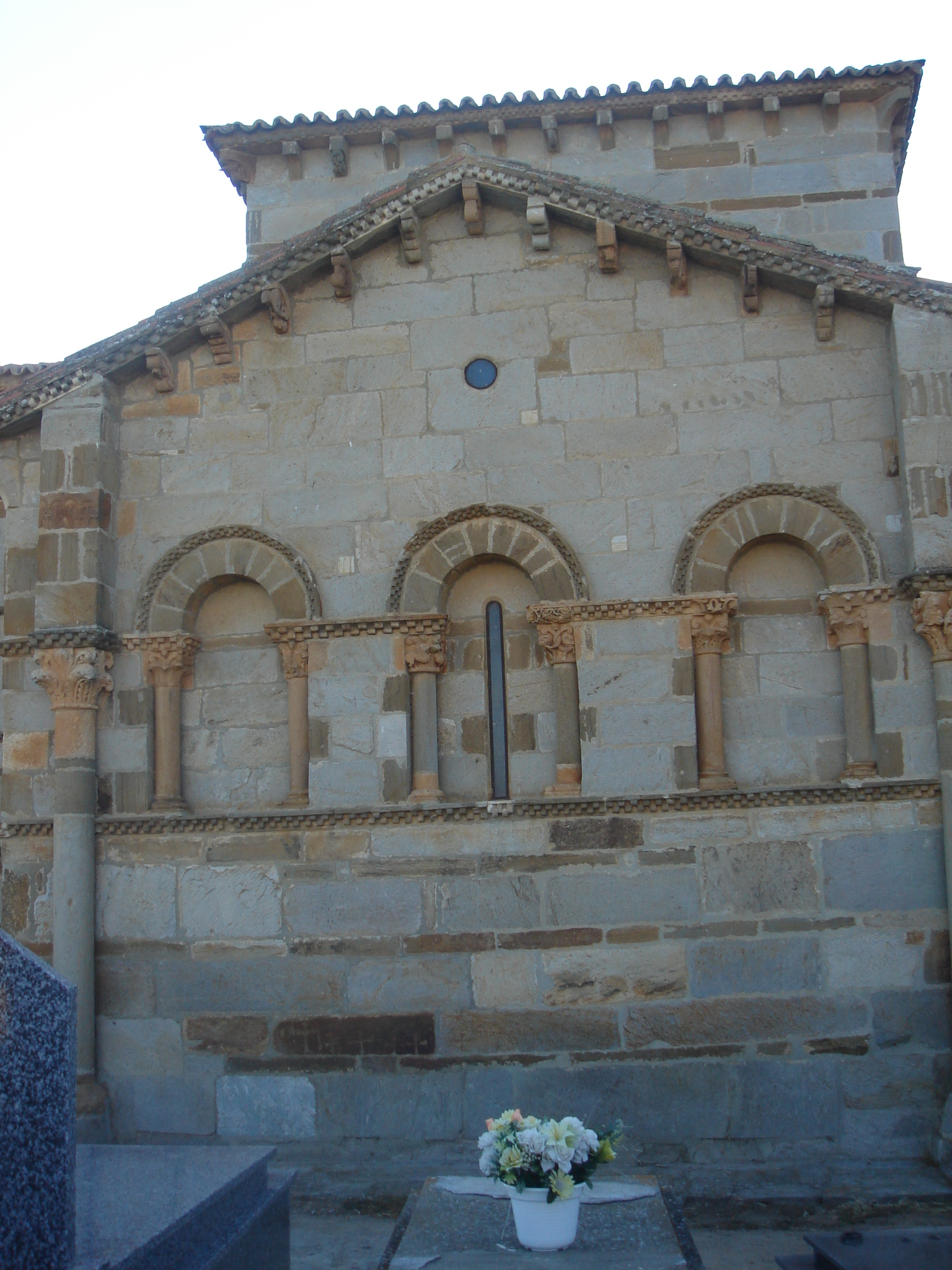
Монастир Санта-Марта